# Roxanne Seeman
Pour les articles homonymes, voir Seeman.
Roxanne Seeman est une auteure-compositrice, parolière et productrice de musique américaine, nommée 2 fois aux Emmy Awards. Née à New York, elle est connue pour ses chansons pour Philip Bailey, Phil Collins, The Jackson Five, The Sisters of Mercy, Bette Midler, Earth, Wind and Fire, Barbra Streisand, Jacky Cheung et Billie Hughes.
Elle participe à la production à Broadway du spectacle To Kill a Mockingbird, ainsi que The Waverly Gallery.

## Parcours et début de carrière
Pour avoir écrit des chansons pour Barbra Streisand, Bette Midler, The Sisters of Mercy, The Jacksons, Earth, Wind & Fire, et Shawn Colvin. 

Roxanne Seeman a obtenu une Maîtrise à l'Université Columbia en Études Orientales, Arts et Langages. Elle a passé de nombreuses nuits dans les clubs de jazz de New York, et commença sa carrière dans la musique lorsque Dee Dee Bridgewater enregistra le morceau instrumental de Ramsey Lewis « Tequila Mockingbrid » avec les paroles de Roxanne Seeman. Larry Dunn d'Earth, Wind and Fire a écrit la musique et George Duke a produit le disque.
Par la suite est née une nouvelle collaboration entre Roxanne et Philip Bailey de Earth, Wind & Fire avec qui elle a écrit en compagnie de Maurice White et Eduardo del Barrio, « Sailaway », pour l'album Earth, Wind & Fire's Faces. Au même moment, Carmine Coppola et Italia Pennino ont demandé à Roxanne de collaborer avec eux sur la transcription en chansons des bandes originales du film de Carmine. Elle a coécrit les paroles des bandes originales de La Légende de l'étalon noir, les Étrangers et Napoléon.
Roxanne a occupé le poste d'Assistant de direction au côté de Scott Rudin, le directeur de Production de la 20th Century Fox. En 1987, elle a travaillé à Bangkok, sur le film Off Limits, avec Willem Dafoe et Gregory Hines. Elle a participé au casting Thai.
Lorsqu’on demande à Roxanne Seeman ce qu’elle a fait de son éducation, elle répond : « J’ai écrit Walking On The Chinese Wall avec mon partenaire Billie Hughes. Nous nous sommes rencontrés juste après que je sois revenue de Chine et lui du Japon. Inspiré par l'Asie, Billie m'a proposé d'écrire quelque chose sur la Chine pour une de ses nouvelles compositions ».

## Collaboration avec Billie Hughes
Le partenariat entre Roxanne Seeman et l'auteur-compositeur Billie Hughes en 1983 marqua le début d'une longue et fructueuse carrière d'enregistrement, de production et de composition.
Les efforts de Roxanne Seeman et Billie Hughes les ont conduits jusqu'à la gloire au Japon en 1991 ; le couple a écrit et a produit le premier single et album de Billie Hugh intitulé Welcome to the Edge (en). La chanson est restée quatre mois dans le top 10 du classement au Japon, avec 520 000 copies vendues. Roxanne Seeman et Billie Hughes ont reçu le prix du meilleur single international de l'année au Grand Prix NHK au Japon (l'équivalent des Grammys aux États-Unis).
L'album de Billie Hughes Welcome to the Edge est sorti dans l'Asie du Sud-Est et la chanson a ensuite été enregistrée par de nombreux artistes connus, japonais et chinois. En août 2004, Fuji TV a sorti Mou Daremo Aisenai avec Billie Hughes Welcome to the Edge et Ai à Lu Namae Nomo à Ni avec Billie Hughes Dreamlove en DVD.
Walking On The Chinese Wall est une de leurs plus grandes réussites ; elle est apparue dans le hit-parade et fut incorporée dans la vidéo de Philip Bailey Chinese Wall, album produit par Phil Collins. En 1985, Philip Bailey a été nommé pour un Grammy Award pour le meilleur chanteur de R&B pour Chinese Wall
En septembre 2004, le premier concert pop de l'histoire a été organisé sur la Grande Muraille de Chine en dehors de Pékin avec Alicia Keyes en tête d'affiche. La chanson de Roxanne Seeman et Billie Hughes Walking On The Chinese Wall chantée par Philip Bailey et produite par Phil Collins fut l’évènement à venir des diffusions télévisées et de DVD.

## Carrière de compositrice
Walking On The Chinese Wall est une des plus grandes réussites de l'association de Roxanne Seeman et Billie Hughes, elle est apparue dans le hit parade et fut incorporée dans la vidéo de Philip Bailey Chinese Wall, album produit par Phil Collins. En 1985, Philip Bailey a été nommé pour un Grammy Award pour le meilleur chanteur de R&B pour Chinese Wall.
En septembre 2004, le premier concert pop de l'histoire a été organisé sur la Grande Muraille de Chine en dehors de Pékin avec Alicia Keyes en tête d'affiche. La chanson de Roxanne Seeman et Billie Hughes Walking On The Chinese Wall chantée par Philip Bailey et produite par Phil Collins fut l’évènement à venir des diffusions télévisées et de DVD.
Roxanne Seeman a aussi connu le succès en Europe et en Asie en écrivant des paroles de chansons devenues cultes. Barbra Streisand a ainsi produit la chanson Let's Start Right Now dont les paroles ont été écrites par Roxanne Seeman, une chanson brésilienne dont les paroles sont d’origine anglaise. Let’s Start Right Now est apparue comme une chanson bonus sur l’album de Barbra Streisand If You Ever Leave Me.
En 2003, Jermaine Jackson a interprété Let's Start Right Now dans l'émission The View.
En 1991, Bette Midler sort le simple ainsi qu'un clip de Night And Day, chanson écrite par Roxanne Seeman et Billie Hughes.
En 1993, The Sisters of Mercy sort le single ainsi qu'un clip de Under the Gun, chanson écrite par Billie Hughes, Roxanne Seeman et Andrew Eldritch, produit par Andrew Eldritch et Billie Hughes.
En collaboration avec Sarah Brightman et Frank Peterson, Roxanne Seeman a écrit Harem, des paroles d’origine anglaise pour Canção do Mar, le fado portugais (écrit en 1956) rendu célèbre par le film Primal Fear. L’album Harem de Sarah Brightmans est resté dans le top 10 de la catégorie des musiques classiques pendant 80 semaines. Harem a été le nom de la tournée mondiale de Sarah Brightman ("Harem World Tour"), son PBS : les émissions Harem: A Desert Fantasy Special et son DVD Live From Las Vegas Harem World Tour. Le single de danse Harem (Lehman & Rivera Mixes)a été classé numéro 1 du top 10 des morceaux joués dans les Clubs de danse.
En décembre 2008, Daniel Lindstrom a sorti le single Caught In That Feeling en Suède, chanson écrite par Roxanne Seeman, Lindstrom et Samsson.
En mars 2009, Roxanne Seeman rencontre Philipp Steinke, de Berlin, à l'occasion de son séjour à Los Angeles, ils commencent alors une collaboration sous le signe de l'écriture. Roxanne et Philipp Steinke ont écrit Amor En Suspenso (des Larmes de Crocodile) qui a été enregistré par Alejandra Guzman, « Queen Of Rock » du Mexique, pour l'album Unico de Guzman, produit par EMI (Amérique Latine). Guzman a écrit les paroles en espagnol avec Fernando Osorio. Dans une interview d'octobre 2009 avec Primero Noticias, « La Guzman » a révélé qu'elle pensait dédicacer Amor En Suspenso à l'expérience douloureuse d'une faute professionnelle médicale dont elle a souffert. En 2010, l'album Unico de Guzman est devenu disque d'or au Mexique.
Phil Ramone a produit la chanson I'D Fly de Diane Schuur, une chanson française de Richard Cocciante dont Roxanne Seeman a effectué l'adaptation américaine. « I'D Fly » a été enregistrée par différents artistes internationaux en plus de cette interprétation. « Pour Elle », chanson originale en français, a été un tube en France, en Espagne, en Italie et en Hollande. Ahmet Ertegün a choisi « I'D Fly » pour Diane et a également produit son album. En collaboration avec Richard Cocciante, elle a écrit When Love Calls Your Name pour Elhaida Dani gagnante de l'émission The Voice Of Italy.

## Asie
En 2009, Roxanne Seeman a commencé à écrire pour le nouvel album de Jacky Cheung, l'icône Pop numéro 1 en Chine. En travaillant en collaboration avec le producteur de Cheung, Andrew Tuason, Roxanne Seeman a écrit cinq chansons pour l'album de jazz cantonais de Jacky Cheung avec des collaborateurs européens : « 不只有緣 (Lucky In Love) », « Double Trouble », « Let It Go », « Which Way, Robert Frost », et « Everyday Is Christmas ». La première chanson, « Everyday Is Christmas », a été écrite avec Philipp Steinke. Après « Everyday Is Christmas », Cheung a demandé à Roxanne Seeman et Philipp Steinke d'écrire une autre chanson. Ils ont alors écrit « Which Way, Robert Frost ». Selon Cheung, qui avait fait adapter à deux reprises la chanson en chinois, aucune des deux versions ne collaient au sens exact c'est pourquoi il a enregistré "Everyday Is Christmas" en anglais. Private Corner est le premier album de jazz, enregistré par Jacky Cheung. Il est devenu disque de platine en moins d'une semaine.
Roxanne Seeman a coécrit « 不只有緣 (Lucky In Love) » avec Daniel Nitt pour Jacky Cheung. « 不只有緣 (Lucky In Love) » apparaît sur les crédits du générique de fin de Crossing Hennessy, le nouveau film de Hong Kong produit par William Kong. "Crossing Hennessy", fait apparaitre la vedette Tang Wei (Lust, Caution) and Jacky Cheung. Le film a été choisi pour l'ouverture du 34e Festival du cinéma International de Hong Kong le 21 mars.
Roxanne Seeman est retournée en Asie en août 2009 pendant cinq semaines. Depuis lors, ses chansons ont été enregistrées et diffusées incluant « All Pumped Up » de Evan Yo (Sony Taiwan), « Cha Cha Cha » de Linda Chung (la vedette du divertissement de Hong Kong) et "Tick Tock" de Rainie Yang apparaissant dans le drame télé Taïwanais à succès "Hi, My Sweetheart" faisant apparaitre la vedette Rainie Yang et Montre Luo. Rainie Yang a apparu dans l'émission de télévision de divertissement taïwanaise célèbre "One Hundred Percent Entertainment" présentée par Show Luo. Émission dans laquelle Show Luo a improvisé une nouvelle danse pour Tick Tock et appris les pas à Yang.
En janvier 2010, Roxanne Seeman et Nitt ont suivi Jacky Cheung pour la Conférence "Private Corner" organisée par Universal Music à Hong Kong au Kowloon Shangri-la. Jacky Cheung, Roxanne Seeman et Daniel Nitt a été interviewé par l'Oncle Ray (Ray Cordeiro), le présentateur radio de Hong Kong, le 29 janvier.
En 2011, Yang Kun a sorti « Hui Bu Hui (Will We) », écrite par Seeman avec Fredrik Samsson et Tobias Forsberg, et produite par Zhang Yadong. La chanson est le thème musical et le clip du thriller à succès en Chine continentale Lost in Panic Cruise,.
En novembre 2011, Lin Yu-chun, devenu célèbre après que son interprétation de « I Will Always Love You » dans l’émission One Million Star (超級星光大道) soit devenue virale, a sorti « Saving Grace », écrite par Seeman avec Steinke et Finn Martin.
Seeman est retournée à Hong Kong en mai 2012 pour les concerts de clôture de la tournée 1/2 Century Tour de Jacky Cheung, retrouvant Han Xue à Suzhou après avoir enregistré « Lonely Kiss » pour l’album They Said, publié par Gold Typhoon. Elle a ensuite poursuivi son voyage à Shanghai, puis à Pékin où elle a rencontré Ai Dai, avant de se rendre à Tokyo.
En 2013, Paolo Onesa a sorti son premier single « Lucky in Love » (« Bu Zhi You Yuan » 不只有緣) dans la compilation The Voice of the Philippines: The Final 4, ainsi que comme premier single de son album studio Pop Goes Standards, publié le 14 février 2014. Il a reçu deux prix lors des 27e Awit Awards: Meilleure performance d’un artiste masculin et Meilleure performance d’un nouvel artiste masculin. Aux 28e Awit Awards en 2015, Onesa a reçu deux nouveaux prix pour la chanson de Seeman « Which Way, Robert Frost? », également incluse dans l’album,.
Jason Dy, gagnant de la saison 2 de The Voice of The Philippines, a interprété « Caught in that Feeling » en direct lors de l’épisode final All Star Cast, le 7 mars 2015. L’enregistrement studio de la chanson est sorti le 30 mars 2015 en tant que premier single de son album éponyme Jason Dy, qui comprend également les chansons de Seeman « Turn Out The Night » et « When You Hear This Song ». L’album est sorti le 7 août 2015 sous le label MCA Music Universal Philippines.
Zendee a sorti « Watch This! » et une reprise de « When Love Calls Your Name » sur son album Z, sorti le 7 août 2015 par MCA Music Universal Philippines.
Le 22 septembre 2016, Kyle Echarri, candidat de 13 ans à la saison 2 de The Voice of the Philippines, a sorti la chanson de Seeman « Our Moment », coécrite avec Philip Doron Bailey Jr., Jens Hoy et Rasmus Rudolph Soegaard.
Le 28 avril 2017, Edray Teodoro, candidate de la saison 1 (2014) de The Voice Kids of the Philippines, a sorti son premier EP, incluant la chanson de Seeman « What You Doin' Tonight », coécrite avec Tinashe Sibanda et Melody Hernandez Noel.
Le 9 septembre 2017, la version chinoise « 久久真爱 (Forever True Love) » de la chanson de Seeman « The Story of Us » a été publiée comme chanson thème pour la cérémonie Irene 9·9 International True Love Day. La chanson a été interprétée par CARO Su Ai et produite par Gao Xiaosong,,.
Le 20 mars 2020, le premier quatuor masculin chinois de bel canto, Super Vocal, a interprété « Qui Con Me (Ni De Se Cai 你的色彩) » (« Tes Couleurs ») lors de l’émission musicale Singer 2020 sur Hunan Television, avec des paroles en italien et en chinois. La performance a reçu plus de 40 millions de vues en 24 heures. La version studio du single « Ni De Se Cai » est sortie le 27 mars 2020 sous le label Decca China. « Ni De Se Cai » a été composée par Seeman, George Komsky et Ivo Moring, avec des paroles italiennes « Qui Con Me » écrites par Saverio Principini, et des paroles chinoises « Ni De Se Cai » écrites par Cheng He. La chanson a été produite par Nick Patrick et Wu Qinglong.
En décembre 2020, Aarif Rahman (chinois : 李治廷 ; pinyin : Lǐ Zhìtíng) a sorti « Won’t You Be Mine » d’Aarif Li Zhiting, Daryl Wang et Seeman.
Le 30 juillet 2021, Rose Liu (刘明湘) a sorti « Ain’t Gonna Wait » (没时间等你), écrite par Seeman, Boon Hui Lu, I-Wei Wu et Victor Lau lors du camp d’écriture de chansons de MUST,.
En août 2024, Chen Linong (chinois : 陈立农 ; pinyin : Chen Linong) a sorti « Compromise » de Seeman et Gao Fansheng.
Le 22 janvier 2025, Too Young To Grow Old, la série dérivée en 24 épisodes de To Us, From Us, a été lancée en streaming en Chine sur iQIYI, avec une performance filmée de « So Sad To Say Goodbye » de Seeman. Seeman et Gao Fansheng, producteur de la bande originale et collaborateur, ont assisté à la première projection à Shenzhen en juin 2023, organisée par la réalisatrice Lanxin Yu.

## Films et télévision
Le travail de Roxanne Seeman a été incorporé dans des films, à la télévision, dans des vidéos et disques, :
Sa chanson « So Hard To Know » a été écrite sur demande pour Chet Baker. La chanson, qui est apparue dans le film « Let's Get Lost » de Bruce Weber en hommage à la vie et la musique de Chet Baker fut nommée aux Oscars dans la catégorie des documentaires.
Le 19 février 1994, « The Jackson Family Honors » l'émission de la chaîne ABC en direct de Las Vegas au Grand Hotel MGM a présenté la chanson « If You’d Only Believe » de Roxanne Seeman, Billie Hughes et Jermaine Jackson, avec une représentation incluant Michael Jackson, des artistes invités tels que Céline Dion et bien d'autres. Cette chanson est aussi interprétée en concert un an auparavant, le 15 mars 1993, par les Jacksons, composés de Jackie, Tito, Jermaine et Randy, sur la scène du Grand Théâtre de Genève pour la soirée des Nations. Jermaine Jackson interprète seul aussi, ce morceau, le 14 janvier 1990 à Atlanta, en hommage à Martin Luther King, lors du King Week 90'.
En 1991, Bette Midler enregistra « Night And Day », une chanson écrite par Roxanne Seeman et Billie Hughes et qui fut classée dans le hit parade.
La même année, « Welcome To The Edge » reçue le prix pour la meilleure chanson originale aux Emmy Awards pour TV drama Santa Barbara. En 1992, Roxanne Seeman & Billie Hughes furent une deuxième fois nommés aux Emmy Awards dans la catégorie Meilleure chanson originale pour la chanson « Dreamlove » de la série TV Another World.
Depuis le film « The Young Black Stallion » de Williams Ross, Roxanne Seeman et Gavin Greenaway ont réalisé et produit la chanson « Born to ride » chantée par Biana Tamini, une actrice âgée de 11 ans, pour la sortie du DVD en décembre 2004.
Avec Earth, Wind & Fire, Roxanne Seeman a écrit Cruisin' pour le film de Spike Lee Get On The Bus. La collaboration avec Eric Levi d'ERA et Philip Bailey d'Earth, Wind & Fire, a permis de composer la musique de générique de fin du film La Vengeance d'une blonde.
Roxanne Seeman a écrit Hold On To The Good Things pour Stuart Little 2, enregistrée par Shawn Colvin, lauréat d'un Grammy Award. Hold On To The Good Things apparaît comme la seconde chanson du générique de fin de film, juste après celle de Céline Dion.
Roxanne a écrit les paroles pour la chanson d'Arif Mardin So Blue qui figure sur l'album All My Friends Are Here ainsi que dans le documentaire The Greatest Ears In Town: The Arif Mardin Story. So Blue est interprétée par Chaka Khan et David Sanborn. La chanson apparaît dans le film pendant l'interview avec Ahmet Ertegün. The Greatest Ears In Town: The Arif Mardin Story a été projeté pendant le 29e Festival International du cinéma d'Istanbul International, en avril 2010.

## Théâtre musical
Pour Jambalaya, The Musical, Seeman et Kennard Ramsey ont écrit la chanson « Put It In The Pot », interprétée par l’ensemble de la distribution. Jambalaya, The Musical, écrit et mis en scène par Nancy Gregory, a été présenté en première le 30 novembre au Orpheum Theatre de La Nouvelle-Orléans, pour une série de quatre représentations, suivie d’un retour pour trois représentations supplémentaires le 21 décembre 2016, ainsi que de représentations de démonstration au Jefferson Performing Arts Center à Metairie, en Louisiane,.

## Veterans History Project
En tant que militante, Seeman a participé à la célébration du 20e anniversaire du Veterans History Project, contribuant une performance musicale en hommage à Murray Seeman, vétéran de la Seconde Guerre mondiale, avec une introduction à sa collection d’entretiens vidéo, de photographies et de lettres destinée aux archives de la Bibliothèque du Congrès. La pianiste Elise Solberg a accompagné Hannah Goldblatt dans l’interprétation de la chanson « In Love And War », écrite par Seeman avec Charles Fox. La performance a été filmée aux studios Mack Sennett et diffusée en direct le 7 novembre 2020 depuis la Bibliothèque du Congrès à Washington, D.C.
Lors du week-end de la fête du Memorial Day 2021, Seeman est apparue dans l’émission The Jeremiah Show pour un épisode hommage, aux côtés de Solberg et Goldblatt, afin d’évoquer la création de leur performance de « In Love And War » pour le Veterans History Project.